# Burgruine Schlossberg (Tamsweg)
Die Burgruine Schlossberg (auch als Ruine beim Zechnergut oder Zechner am Schlossberg  bezeichnet) ist die Ruine einer Höhenburg im Ortsteil Seethal der Gemeinde Tamsweg im Lungau des Landes Salzburg.

## Geschichte
Die Burg war der Stammsitz der Herren von Schloßberg (oder Slospergarii). Diese scheinen wegen der Wappengleichheit eine Nebenlinie der Herrn von Moosham und Verwandte der Herren von Pichl gewesen zu sein. Sie gehörten zu den Ministerialen der in Kärnten angesiedelten Herren von Ortenburg.
Als erster scheint 1278 ein Otto von Schloßberg in einer Salzburger Urkunde auf. 1287 kauft das Salzburger Domkapitel wegen der wachsenden Schlechtigkeit der Vögte von den Schloßbergern zwölf Häuser im Lungau. Friedrich von Schloßberg ist 1305 mit Ludenein, einer Schwester des Wilhelm von Stauffeneck, verheiratet. Urkundlich wird er zwischen 1290 und 1309 erwähnt. Heinrich von Schloßberg ist urkundlich zwischen 1290 und 1331 genannt, er war Burggraf zu Neumarkt bei Friesach. Der Sohn des Friedrich Hartneid wird 1322 in Mühldorf von Erzbischof Friedrich III. von Leibnitz zum Ritter geschlagen. Weitere Schloßberger sind: Jörg (1358, 1362), Margaretha und ihr Sohn Hans (1364), dessen Sohn Heinrich (1423, 1438), Klara, die Witwe des Hans (1441) und Hans, ein kinderlos verstorbener Vetter von Klara (1441, 1457).
Um 1430 geht aller Besitz samt Mannschaften an die Herren von Weißpriach über. Über den Verfall der Burg ist urkundlich nichts bekannt; es wird aber gemutmaßt, dass sie bei den Ungarneinfällen zerstört worden ist. Die sagenhafte Erklärung, dass diese Burg durch Margarete Maultausch zerstört worden sei, entbehrt einer historischen Grundlage.

## Burgruine Schlossberg heute
Die Reste der Burg Schlossberg liegen oberhalb des Zechnergutes auf einem kleinen Hügelplateau. Von der Anlage sind vier Grundmauern in Form eines leicht verzogenen Quadrates erkennbar. Ursprünglich hat sie etwa 20 × 20 m betragen. Die vorhandenen Mauerreste sind bis zu 1,2 m breit. Die Anlage wurde an zwei Seiten durch Felsen und einen künstlichen Graben an der dritten Seite geschützt; sie wurde noch nicht archäologisch aufgearbeitet.

## Zehenthof Zechnergut
Unmittelbar unterhalb der Burgruine liegt das Zechnergut. Die älteste Erwähnung des Zechnergutes findet man im Tamsweger Pfarrarchiv von 1388, hier wird der Alte Zechner am Schlossberg angeführt. Der Besitzer ist Steuereinnehmer (Zehenteintreiber) für die Erzbischöfe von Salzburg. Im Laufe der Zeit entsteht deshalb der Hofname Zechner am Schlossberg (Zeachna).
Nach dem Ende der Zehentwirtschaft wird im 19. Jahrhundert auf dem Hof ein Bauer mit dem Namen Perner erwähnt. Dann erwirbt Erich Baron Buddenbrock, der mit einer Tochter des Grafen von Kuenburg verheiratet ist, den Besitz. Nach dessen frühem Tod wird das Anwesen kurzfristig khuenburgisch. Danach wird es an Holzspekulanten verkauft, wechselt mehrmals den Besitzer und kommt schließlich an die Österreichischen Bundesforste. Diese trennen die Waldflächen ab und unterstellen sie der Forstverwaltung Tamsweg und führen den Rest bis 1970 als Landwirtschaft mit einem Verwalter namens Winkler. Nach dessen Pensionierung wurden die Ackerflächen an die umliegenden Bauern verpachtet. Das Haus mit einer kleinen Wiese rundherum wird an die Familie Melchard verkauft.
Das Gebäude stammt aus dem 18. Jahrhundert. Die ältesten Teile des Hauses bestehen in einer Rauchkuchl mit Gewölben. Der Stall lag vom Haus getrennt, eine Besonderheit, die nicht typisch für den Lungauer Bauernhof ist; er wurde 1987 abgetragen. 1909 brannte das Haus ab, wobei aber die Mauern erhalten blieben. 1914 wurde es wieder aufgebaut, dabei wurde die Geschoßhöhe vergrößert und der Keller zugeschüttet. Eine weitere Renovierung erfolgte 1947. Das jetzige Aussehen erlangte das Gebäude durch die Renovierung im Jahre 1979, wobei das Äußere nur im Bereich der Fenster und durch die Färbelung geändert wurde. Am oberen Rand der Haustüre finden sich neben der jeweiligen Jahreszahl die drei Buchstaben C + M + B (Christus mansionem benedicat).